# FlySafair
FlySafair is een Zuid-Afrikaanse lagekostenluchtvaartmaatschappij. De maatschappij heeft verschillende bases en vliegt op bestemmingen binnen Afrika. Het is de grootste luchtvaartmaatschappij voor binnenlandse vluchten in Zuid-Afrika.

## Geschiedenis
FlySafair werd in augustus 2013 opgericht als dochteronderneming van Safair en maakte op 16 oktober 2014 haar eerste vlucht. In oktober 2022 werd een rebranding doorgevoerd met een nieuw logo en een aangepast kleurenschema.

## Vloot

### Huidige vloot

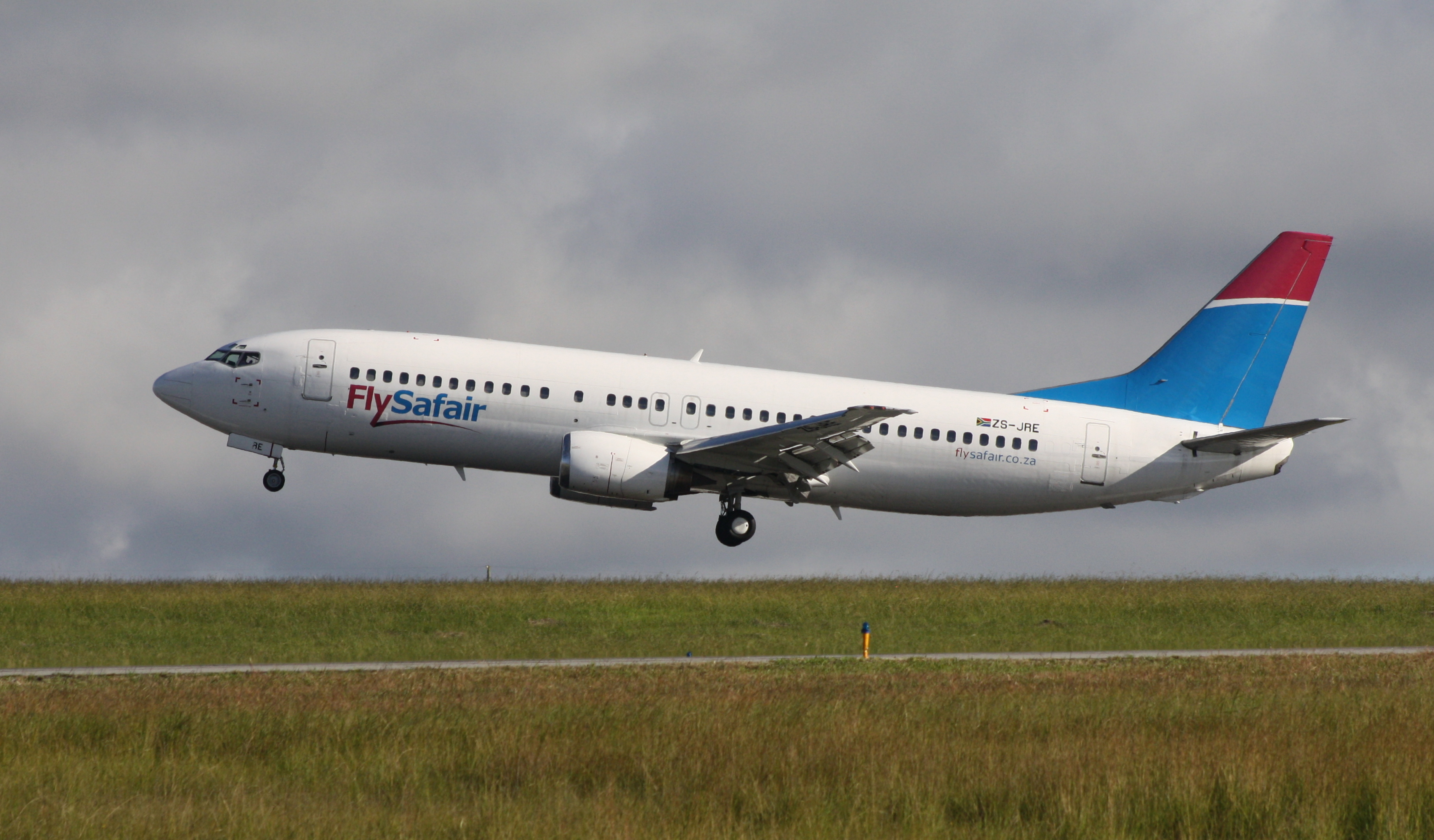
Een Boeing 737-400 van FlySafair

De vloot van FlySafair bestaat uit de volgende toestellen (september 2024):
| Type           | In dienst | Orders | Opmerkingen |
| -------------- | --------- | ------ | ----------- |
| Boeing 737-400 | 5         |        |             |
| Boeing 737-800 | 29        | 1      |             |
| Totaal         | 34        | 1      |             |

### Voormalige vloot
De vloot van FlySafair bestond ook uit de volgende toestellen:
| Type           | Aantal | In dienst | Uitgefaseerd | Opmerkingen |
| -------------- | ------ | --------- | ------------ | ----------- |
| Boeing 737-400 | 5      | 2014      | 2021         |             |
| Boeing 737-800 | 2      | 2019      | 2024         |             |

## Bestemmingen
FlySafair vliegt naar de volgende bestemmingen (september 2024):
| Land        | Stad           | Luchthaven                                      | Opmerkingen           |
| ----------- | -------------- | ----------------------------------------------- | --------------------- |
| Mauritius   | Port Louis     | Sir Seewoosagur Ramgoolam International Airport |                       |
| Namibië     | Windhoek       | Internationale luchthaven Hosea Kutako          | Vanaf 22 oktober 2024 |
| Tanzania    | Zanzibar       | Zanzibar Airport                                |                       |
| Zambia      | Livingstone    | Harry Mwaanga Nkumbula International Airport    |                       |
| Zimbabwe    | Harare         | Internationale luchthaven Harare                |                       |
| Zimbabwe    | Victoria Falls | Luchthaven Victoria Falls                       |                       |
| Zuid-Afrika | Bloemfontein   | Bram Fischer International Airport              |                       |
| Zuid-Afrika | Durban         | Internationale Luchthaven King Shaka            | basis                 |
| Zuid-Afrika | George         | George Airport                                  |                       |
| Zuid-Afrika | Johannesburg   | Lanseria International Airport                  |                       |
| Zuid-Afrika | Johannesburg   | OR Tambo International Airport                  | basis                 |
| Zuid-Afrika | Kaapstad       | Cape Town International Airport                 | basis                 |
| Zuid-Afrika | Mbombela       | Kruger Mpumalanga International Airport         |                       |
| Zuid-Afrika | Oos-Londen     | King Phalo Airport                              |                       |
| Zuid-Afrika | Port Elizabeth | Chief Dawid Stuurman International Airport      |                       |

### Interline-overeenkomsten
FlySafair heeft interline-overeenkomsten met de volgende luchtvaartmaatschappijen:
| Air France | [ 6 ] | KLM           | [ 6 ] |
| Emirates   | [ 7 ] | Qatar Airways | [ 8 ] |

## Incidenten en ongevallen
- Op 12 november 2022 botste een Airbus A320 van South African Airways op een Boeing 737-800 van FlySafair op de luchthaven van Johannesburg.[9] Beide toestellen raakten beschadigd, maar konden worden gerepareerd.[10] Niemand raakte gewond bij het incident.
- Op 21 april 2024 verloor een Boeing 737-800 tijdens het opstijgen een linkerwiel van het landingsgestel.[11] Tijdens de landing raakte het landingsgestel nog verder beschadigd, er raakte niemand gewond.[12]
- Op 6 juni 2024 werd een mogelijke bommelding gedaan in één van de toestellen.[13] Het vliegtuig moest leeggehaald worden en twee passagiers werden gearresteerd.[14]